# Trimma fraena
Trimma fraena és una espècie de peix de la família dels gòbids i de l'ordre dels perciformes.

## Hàbitat
És un peix marí de clima tropical.

## Distribució geogràfica
Es troba a l'oest de l'oceà Índic: Chagos.